# 住民参加型路線
住民参加型路線（じゅうみんさんかがたろせん）とは、路線新設等で国や県からの補助対象外のバス路線の運行・運営を維持するために、沿線住民が運行経費の一部を負担して運行するバス路線のことである。これらの路線では、住民・バス事業者・行政の協力関係が重要となっている。

## 住民参加型路線

### 弘南バス
青森県の弘南バスの路線では対象となる沿線住民が毎月決められた額のバス回数券を購入することで運行経費を負担していた。
2017年3月末をもって、全路線が自治体が運行主体となるコミュニティバスでの運行となった。
- 鰺ヶ沢～黒森線（深谷入口～黒森間が対象）
  - 1993年8月7日 - 運行開始（新設路線・「ニューはっけもり号」と命名[1]。）
  - 2017年3月31日 - 廃止、翌4月1日より「鰺ヶ沢町コミュニティバス」へ移管[2]。
- 浪岡～細野線（北中野～上一ツ森間が対象）
  - 1995年4月6日 - 運行開始 （廃止路線の復活）
  - 2003年7月10日 - 廃止
  - 2009年11月1日より「浪岡地区コミュニティバス」として運行（「浪岡地区コミュニティバス」は2024年3月31日をもって廃止）
- 弘前～藍内線（相馬～藍内間が対象）
  - 1996年2月2日 - 運行開始 （路線延長）
  - 2014年2月1日 - 廃止 （相馬庁舎～藍内間を予約制乗合タクシーに移行）

## 類似するもの
- 生活バスよっかいち - 路線バス廃止をきっかけに、地域住民主体のNPO法人が運行主体となったバス路線。
- 醍醐コミュニティバス - 地域住民主体のNPO法人が運行主体。路線設定の経緯が住民参加型路線と類似する。
- くずは・男山循環コミュニティバス - 住民や大学教授が設定段階から参加しており、路線設定の経緯が住民参加型路線と類似する。
- 沼木バス - 伊勢市の直接委託ではなく、沼木まちづくり協議会が運行主体となっている。
- ピーチバス - 既存交通（桃花台新交通桃花台線）が使いにくいため、住民により会員制バスとして運行された路線。桃花台新交通の廃止後は、あおい交通の一般路線バスとして運行継続している。
- 生活バスちばにう - 既存交通（北総鉄道）の運賃が高いため、住民により運行されたバス路線。千葉ニュータウンで一部の住民が主体となって路線バスの開設を実施し、運行を鎌ヶ谷観光バスに要請し、同社が引き受けて開始した[3][4]。
- 住民バス（石巻市） - 宮城交通の路線バス撤退に伴う代替交通機関、また公共交通空白域の解消を目的として沿線住民が運行協議会を結成し、同協議会が交通事業者に運行を委託する方法で運営される[5]。